# KPLUS
KPLUS是韩国著名的模特经纪公司，与ESteem Models为韩国两大模特公司，拥有近两百位专业模特与培训模特。女創辦人兼总裁고은경 (Go Eun-kyung)本身也是模特出身，作为星探曾发掘车胜元、苏志燮等一线韩国明星。

## 歷史
2008年，KPLUS成立於韓國。
2014年9月，KPLUS正式被YG娱乐收购，改名为YG KPLUS。
2016年，成为上市公司YG PLUS的子公司。
2022年5月26日，YG PLUS與綠蛇傳媒簽訂合作協議，綠蛇傳媒以第三方分配有償增資收購YG KPLUS的50%股份與經營權。
2022年8月22日，宣布YG KPLUS改名回KPLUS。

## 旗下藝人
- 旗下模特、演員，最新資訊請見KPLUS官網 MANAGEMENT （页面存档备份，存于）

### 男模特
- 朱宇宰 - 1986, 189cm  ophen28 （页面存档备份，存于）
- 朴亨燮 - 1991, 186cm  hyeongseop （页面存档备份，存于） models.com （页面存档备份，存于）
- 金盛延 - 1994, 185cm  kissyeun （页面存档备份，存于）
- 成湧綠 - 1996, 184cm  sungyonglok （页面存档备份，存于）
- 金敏鐘 - 1991, 187cm  minjong_k （页面存档备份，存于）
- 崔延圭 - 1992, 185cm  imcyk （页面存档备份，存于）
- 李賢俊 - 1995, 188cm   hyunjun95 （页面存档备份，存于）
- 朴寶成 - 1993, 185cm  whatthebsp （页面存档备份，存于）
- 姜熙 - 1991, 188cm  kanghui_ （页面存档备份，存于）
- 方柱鎬 - 1993, 187cm  bangjooho （页面存档备份，存于）
- 鄭一成 - 1994, 189cm ui__seong （页面存档备份，存于）
- 申容國 - 1996, 187cm	 sinyoooongguk （页面存档备份，存于）
- 徐秀元 - 1996, 189cm tndnjs9285 （页面存档备份，存于）
- 金圭浩 - 1996, 187cm	 charliekim1002 （页面存档备份，存于）
- 金賢真 - 1996, 189cm	 pat8mat （页面存档备份，存于）
- 申宰赫 - 1994, 190cm hyukiki （页面存档备份，存于）
- 金基範 - 1995, 187cm  kibumee （页面存档备份，存于）
- 李碩燦 - 1996, 187cm	 seokchan216 （页面存档备份，存于）
- 李厚林 - 1992, 187cm sohot_hl （页面存档备份，存于），PRODUCE 101 第二季參賽者
- 趙孝仁 - 1993, 187cm	 jhyinnn （页面存档备份，存于）
- 權玄彬 - 1997, 187cm	 komurola （页面存档备份，存于），PRODUCE 101 第二季參賽者
- 池元赫 - 1998, 188cm	 jiwonhyuk （页面存档备份，存于）
- 李相賢 - 1995, 187cm royalee_ （页面存档备份，存于）
- 高雄鎬 - 1994, 188cm goungho （页面存档备份，存于）
- 崔貞甲 - 1993, 188cm	 fluxus_garcon
- 李春燦 - 1995, 188cm bomchanlee （页面存档备份，存于） models （页面存档备份，存于）
- 張容秀 - 1996, 190cm	 jeong_yongsoo （页面存档备份，存于） models （页面存档备份，存于）
- 趙元正 - 1993, 188cm 	 amazingledom （页面存档备份，存于） models （页面存档备份，存于）
- 都柄郁 - 1989, 188cm do__________ （页面存档备份，存于） models （页面存档备份，存于）
- 林亨俊 - 1995, 187cm hyeongjooon （页面存档备份，存于）
- 鄭赫采 - 188cm hyeokchae_chung （页面存档备份，存于）
- 鄭成俊 - 189cm jjune.jei （页面存档备份，存于）
- 崔漢彬 - 190cm zzidong.c （页面存档备份，存于）
- 李明一 - 189cm podmyoungil （页面存档备份，存于）
- 朴真佑 - 189cm jinwoo.pk （页面存档备份，存于）
- 李漢基 - 184cm leehanteo （页面存档备份，存于）
- 申成赫 - tlstjd0302 （页面存档备份，存于）
- 金賢宇 - 1998, 186cm hy_w00，PRODUCE 101 第二季參賽者

### 女模特
- 姜承賢（朝鲜语：강승현） - 1987, 178cm	 hyoni_kang （页面存档备份，存于） models.com （页面存档备份，存于）
- 崔素拉 - 1992, 179cm	 sola5532 （页面存档备份，存于） models （页面存档备份，存于）
- 多延熙 - 1992, 170cm azraelyoni （页面存档备份，存于）
- 池依秀 - 1991, 174cm jiesuu （页面存档备份，存于）
- 李夏恩 - 1996, 172cm lhaeun96 （页面存档备份，存于）
- 嚴藝珍 - 2000, 178cm umyejin00 （页面存档备份，存于）
- 徐賢 - 2000, 178cm seoooohyeon0821 （页面存档备份，存于）
- 徐允 - 2000, 176cm seooooyoon0821 （页面存档备份，存于）
- 裴允英 - 1997, 176cm mulan_bae （页面存档备份，存于） models （页面存档备份，存于）
- 申賢智 - 1997, 175cm iamhyunjishin （页面存档备份，存于） models （页面存档备份，存于）
- 洪孝 - 1988, 173cm hong_hyo_
- 黃承言 - 1988, 167cm	 hwangseungun （页面存档备份，存于）
- 權智野 - 1992, 177cm jiya_kwon （页面存档备份，存于）
- 安艾理斯 - 2001, 177cm	 __ellisinwonderland__  （页面存档备份，存于）
- 申海南 - 1987, 179cm heynam_sin （页面存档备份，存于）
- 沈素永  - 1995, 171cm feelssoyoung （页面存档备份，存于）
- 李真伊 - 1999, 173cm jinilee0126 （页面存档备份，存于）
- 金雪熙 - 1998, 178cm kimseol_221 （页面存档备份，存于）
- 韓瑟 - 1995, 172cm hihanlee （页面存档备份，存于）
- 尹宣雅 - 1995, 168cm seonah95 （页面存档备份，存于）
- 鄭嫻秀 - 1990, 176cm handdolingg （页面存档备份，存于）
- 李靜泫 - 1992, 178cm leejuungh （页面存档备份，存于）
- 鄭有善 - 1993, 180cm u.sun_ （页面存档备份，存于）
- 柳瑞賢 - 1991, 176cm every_nue[永久]
- 趙藝淋 - 1999, 175cm yelimcho_o （页面存档备份，存于）
- 何娜伶 - 2000, 177cm naryoung_ （页面存档备份，存于）
- 趙恩緒 - 1999, 176cm pine_a.pple （页面存档备份，存于）
- 安藝媛 - 2001, 175cm anyewon0210 （页面存档备份，存于） Produce48 參賽者
- 金秀彬 - 175cm sb2kk （页面存档备份，存于）
- 慎慧珍 - 173cm hyevlb （页面存档备份，存于）
- 金明珍- 173cm myeonggjin （页面存档备份，存于）
- 吳恩妃 - 172cm oeunbee （页面存档备份，存于）
- 金藝琳 - 1996, 170cm yeeeeeerim （页面存档备份，存于）
- 金瑉玉 - 1994, 173cm minokkk （页面存档备份，存于）
- 朴瑉智 - 1995, 178cm minjibam （页面存档备份，存于）
- 崔有率 - 1996, 175cm ursolisoli （页面存档备份，存于）
- 嚴有貞 - 1993, 174cm	 youjung_n （页面存档备份，存于）
- 金惠娥- 1995, 178cm a9552a （页面存档备份，存于）
- 韓智敏 - 173cm	 gksjimin （页面存档备份，存于）
- 李承美 - 177cm	 xeungmee （页面存档备份，存于）
- 玄智恩 - 179cm jieunib （页面存档备份，存于）
- 鄭昭賢 - 176cm	 cochon_j （页面存档备份，存于）
- 李多仁 - 2002 leedainn02
- 韓藝智 - 170cm yejihhhan （页面存档备份，存于）
- 李多貞 - 174cm 3dajeon
- 李煥熙 - _hwan_heeee （页面存档备份，存于）
- 吳宜樺 - 1994, 178cm _ihua_ （页面存档备份，存于）

## 组合
- ATO6

## 旗下練習生
- 鄭孝俊，PRODUCE 101 第二季參賽者
- 文炫珠，PRODUCE 101參賽者，Fantagio娛樂以及NEXTAR練習生出身
- 安藝媛，PRODUCE 48參賽者
- 崔璉洙，PRODUCE 48參賽者

## 外部連結
- 官方网站
- 官方部落格 （页面存档备份，存于）
- KPLUS的新浪微博（中文）
- KPLUS的Instagram帳戶
- KPLUS的Youtube頻道 （页面存档备份，存于）